# Kia Picanto
Kia Picanto (Kia Morning, кор. 기아 모닝) — малолитражный  городской автомобиль  фирмы «Kia Motors». В разработке дизайна принимали участие специалисты из Рюссельсхайма, там же был разработан дизельный двигатель. В Азии автомобиль продаётся под именем Morning (с анг. утро).

## Первое поколение
Первое поколение Picanto было представлено в 2003 году на автосалоне во Франкфурте. Picanto первого поколения построен на платформе субкомпактного Hyundai Getz.
Автомобиль комплектовался одним из двух бензиновых двигателей: 1,0-литровый, 61 л.с. (45 кВт) или 1,1-литровый, 65 л.с. (48 кВт), оба с распределённым впрыском топлива. В Европе также был доступен 1,1-литровый трёхцилиндровый дизельный двигатель на основе 1,5-литрового четырёхцилиндрового двигателя от Kia Cerato), с прямым впрыском и турбонагнетателем с изменяемой геометрией, мощность достигает 75 л.с. (56 кВт).
Для того, чтобы увеличить свою привлекательность на европейском рынке, Picanto был оснащен такими функциями, как проигрыватель компакт-дисков с MP3, кондиционер, передние и задние электрические запатентованные окна, центральный замок с дистанционным управлением и электрические зеркала. Эти особенности рекламировались в недолгой рекламной кампании, в главной роли был Маркус Гронхольм.

### Рестайлинг
В декабре 2007 года и в декабре 2010 года модель подвергалась модернизации. В модернизации 2007 года изменились светотехника, бампера и решётка радиатора. В 2010 году модернизации подвергся дизайн решётки радиатора, а также были внесены изменения в салон автомобиля. Модернизация 2010 была проведена для подгонки автомобиля под новый корпоративный стиль компании.

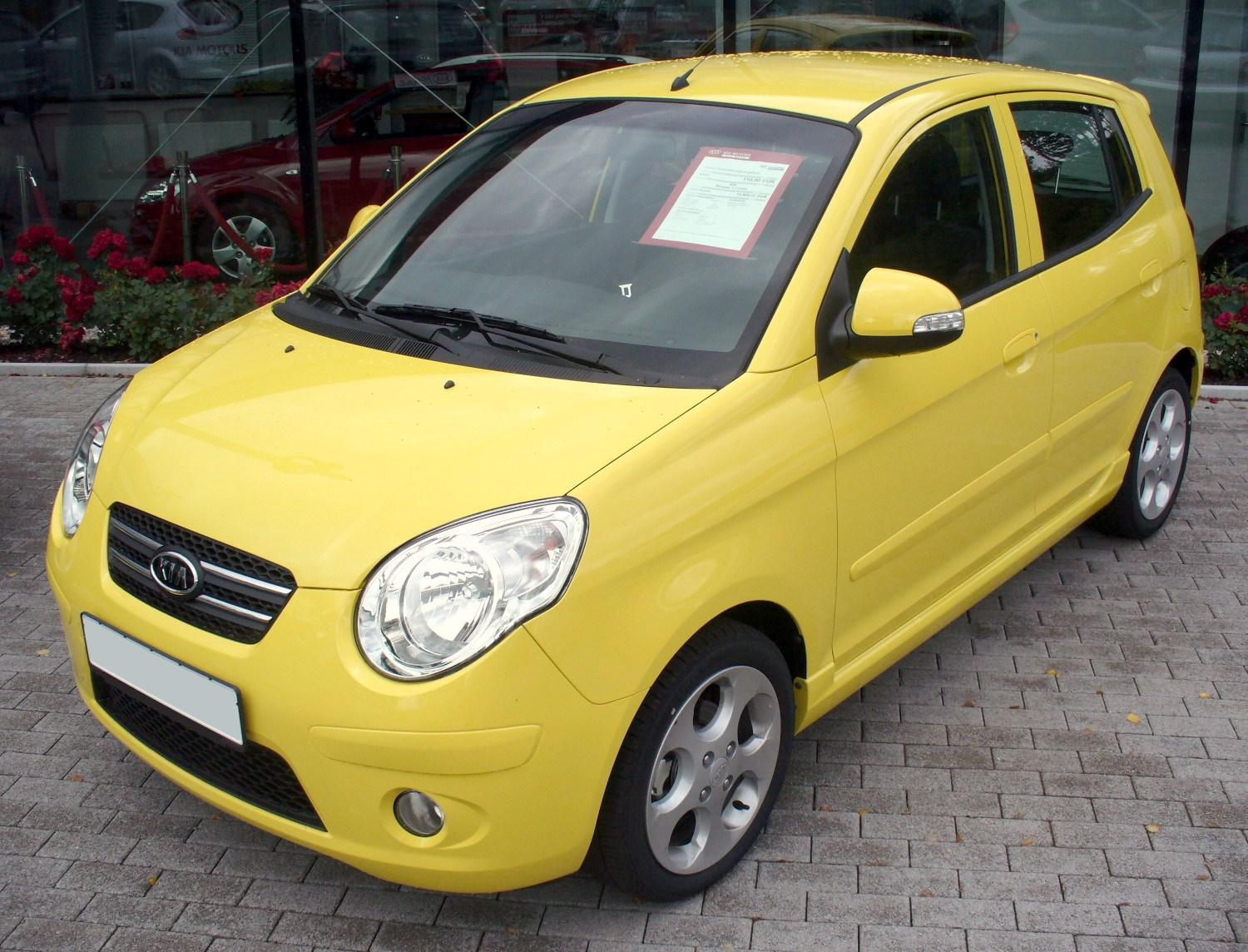
2007 Kia Picanto
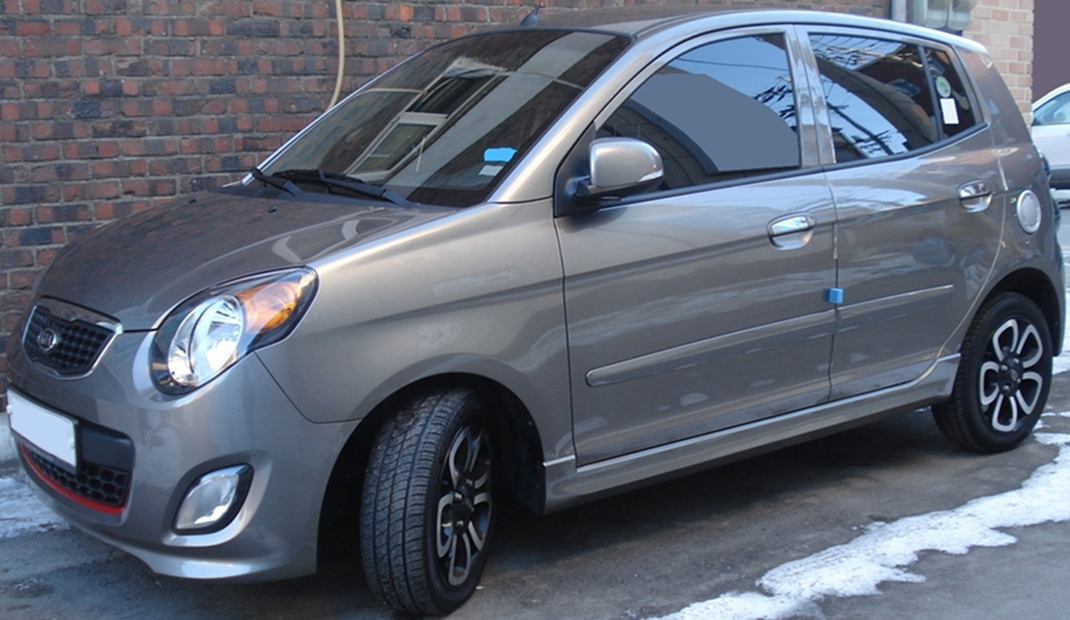
2010 Kia Morning
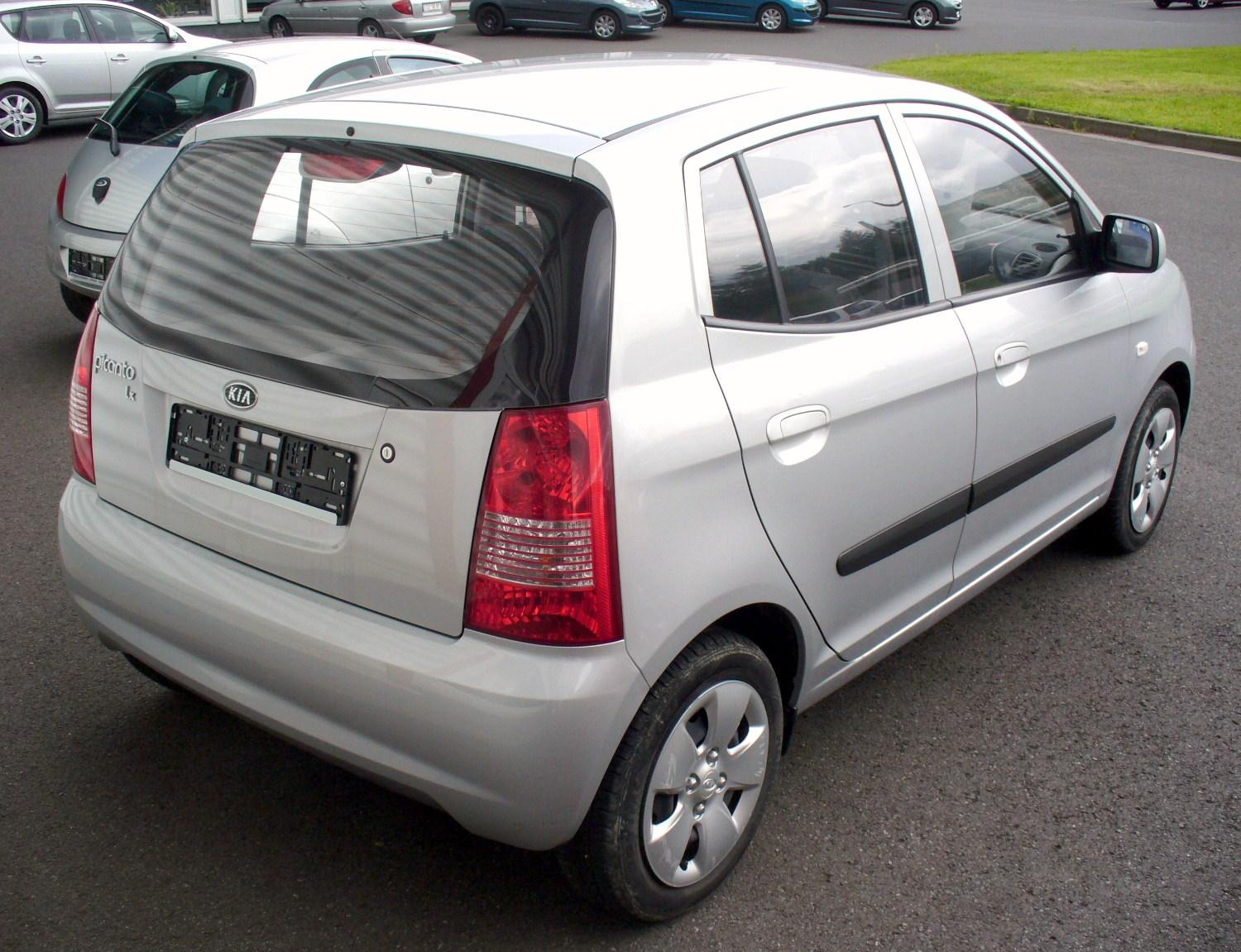
Вид сзади

### Безопасность
В 2004 году EuroNCAP выдали автомобилю следующий рейтинг безопасности:
| Euro NCAP                                          | Euro NCAP | Euro NCAP | Euro NCAP |
| -------------------------------------------------- | --------- | --------- | --------- |
| Рейтинги                                           | Пассажир  |           | 17        |
| Рейтинги                                           | Ребёнок   |           | 37        |
| Рейтинги                                           | Пешеход   |           | 6         |
| Протестированная модель: KIA Picanto 1.1 EX (2004) |           |           |           |

## Второе поколение

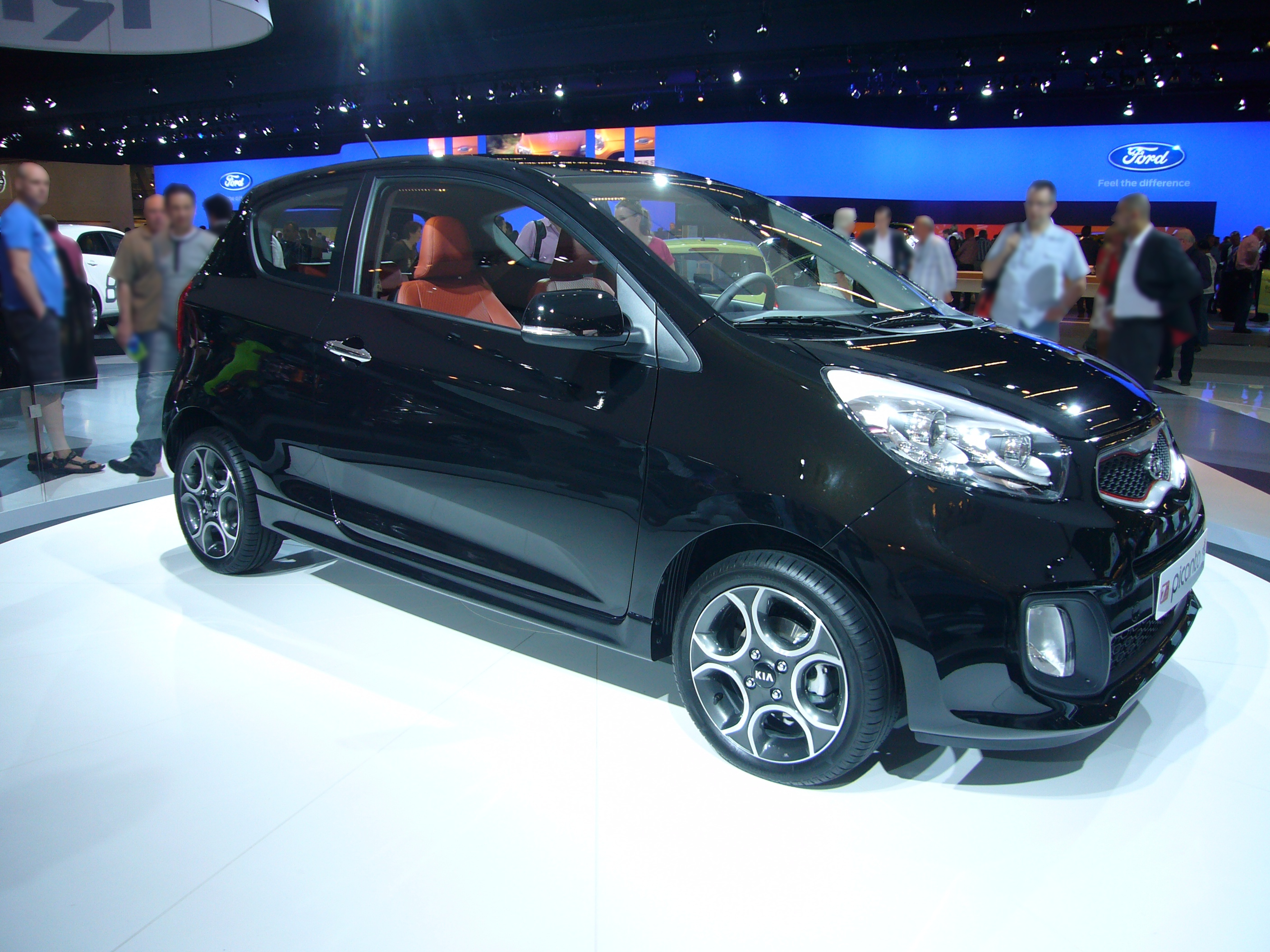
2011 Kia Picanto 3-дв.

Официальная презентация нового поколения Kia Picanto состоялась 1 марта 2011 года – в день открытия Женевского автосалона. Продажи нового Picanto в России начались 20 июня 2011 года. Дизайн был разработан европейской дизайнерской командой Kia, основанной во Франкфурте, Германия, под руководством Питера Шрайера. У новой модели стала длиннее колесная база и общая длина.
Picanto второго поколения предлагался с двумя вариантами бензиновых двигателей: 1,0-литровый трехцилиндровый или 1,25 литровый двигатель с четырьмя цилиндрами. 1.25-литровый двигатель для Европы оснащен ECOdynamics, системой старт-стоп Kia. Также выпускался вариант 1,0-литрового двигателя бензин/газ. Существует бразильская версия с многотопливным 1,0-литровым двигателем, работающем как на бензине, так и на этаноле.
Picanto поставлялся во всем мире (за исключением Северной Америки, Венесуэлы, Китая и Сингапура) как 5-дверный хетчбэк; исключительно для европейского рынка представлен также 3-дверный хетчбэк. У 3-дверной версии та же длина, что и у 5-дверной, но другие окна и двери, различные бамперы, а также решетка радиатора с серебристой или красной отделкой. В Южной Корее Morning предлагался в варианте Sport Pack с другим передним и задним бампером, а также цифровым спидометром.

### Picanto R-Cross
В ноябре 2013 года, Kia Netherlands выпустил ограниченной серией модель под названием Picanto R-Cross. Модель конкурирует с Volkswagen CrossUp. У этой модели чёрный обвес колесных арок и 14-дюймовые легкосплавные диски. Изготовлено всего 500 штук R-Cross.

### Маркетинг
В рамках маркетинговой кампании для Picanto, Kia выпустила рекламный ролик, где впервые в мире применялось искусство анимации на ногтях. Чтобы создать образы Picanto в движении, в течение 25 дней использовалось более 900 искусственных ногтей и 1200 бутылок лака для ногтей.
В Великобритании Picanto - официальный спонсор ITV игры шоу-знакомства Take Me Out. Для продвижения как автомобиля, так и программы, Kia в Великобритании выпустила серию вирусных видео на своем канале YouTube. На каждом видео актриса Наташа Барреро показывает, как она водит чёрный Picanto с 3-дверным кузовом.
В Южной Корее Lemon Grass Morning появляется в анимационном сериале Tobot в роли робота-трансформера Tobot D.

### Критика
В Великобритании Picanto был тепло встречен критикой. Top Gear дал ему оценку 7 из 10, описывая его как «хорошо сделанный, хорошо оборудованный, практичный и недорогой.»
What Car? в 2011 дал ему три из пяти звезд.
Auto Express оценили его на 3,8 из пяти звезд, назвав его «одним из наиболее перспективных автомобилей в своем классе, с коренастым моделированием и отличительной решеткой фирмы 'нос тигра' — это делает Hyundai i10 тусклым и Fiat 500 немного старомодным.» Также Picanto занял шестое место среди 10 лучших городских автомобилей.
Бен Барри из журнала «Car» дал ему четыре из пяти звезд, назвав его «очень опытным автомобилем, тем, который хорошо выглядит и от него водитель получает удовольствие от вождения».

### Награды
Picanto получил награду iF product design, в категории "Transportation Design" в 2011 году. и награду Red Dot в категории "Automobiles, transportation, commercial and water vehicles» в журнале Top Gear 2012. Top Gear назвал Picanto "Автомобиль года" в 2011 году. Ассоциация шотландских писателей Motoring наградила Picanto как "Лучший маленький автомобиль» в 2011 году. В Южной Африке, Picanto выиграл Standard Bank People's Wheels Award для "Budget Buys - Affordability First" три года подряд с 2011 по 2013.

### Рестайлинг
В 2015 году появился модернизированный Kia Picanto. Рестайлинг затронул изменение внешности (новые бамперы, светотехника) и оснащение автомобиля.

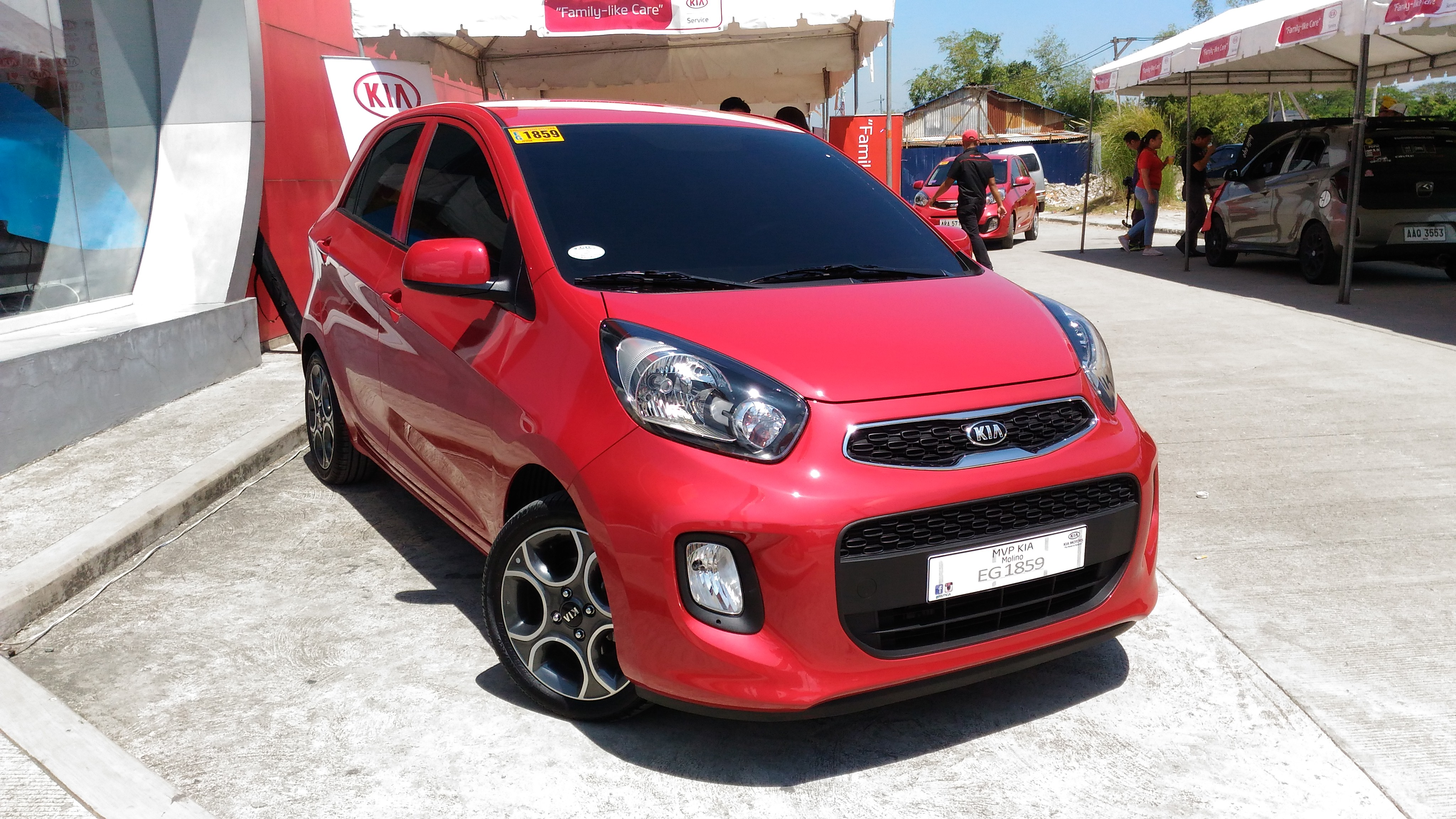
2016 Kia Picanto

### Безопасность
Автомобиль прошел тест Euro NCAP в 2011 году:
| Euro NCAP                                               | Euro NCAP | Euro NCAP | Euro NCAP             |
| ------------------------------------------------------- | --------- | --------- | --------------------- |
| · общий рейтинг                                         |           |           |                       |
| 86%                                                     | 83%       | 47%       | 43%                   |
| взрослый пассажир                                       | ребёнок   | пешеход   | активная безопасность |
| Протестированная модель: Kia Picanto 1,0 LX, LHD (2011) |           |           |                       |

## Третье поколение
В октябре 2014 года Kia Motors объявила о том, что третье поколение Picanto будет запущено во второй половине 2015 года (хотя оно так и не появилось). Новая модель использует листовой металл меньшего веса, чем её предшественник. В январе 2016 года шпионские фотографии новой модели были опубликованы в Интернете. Новое поколение было представлено  на автосалоне в Женеве в марте 2017 года.
В 2018 году Kia планирует поставлять Picanto в Индию, тем самым открыв рынок Kia в этой стране.
Picanto 3 поколения комплектуется с 1,0 и 1,25 литровыми Kappa II MPI двигателям, первые комплектуется в обычном и турбо вариантах, второй только в обычном.

## Награды
Получил всероссийскую премию "Лучший автомобиль 2022 года в классе "Городской автомобиль"

Получил всероссийскую премию "Лучший автомобиль 2023 года в классе "Городской автомобиль"

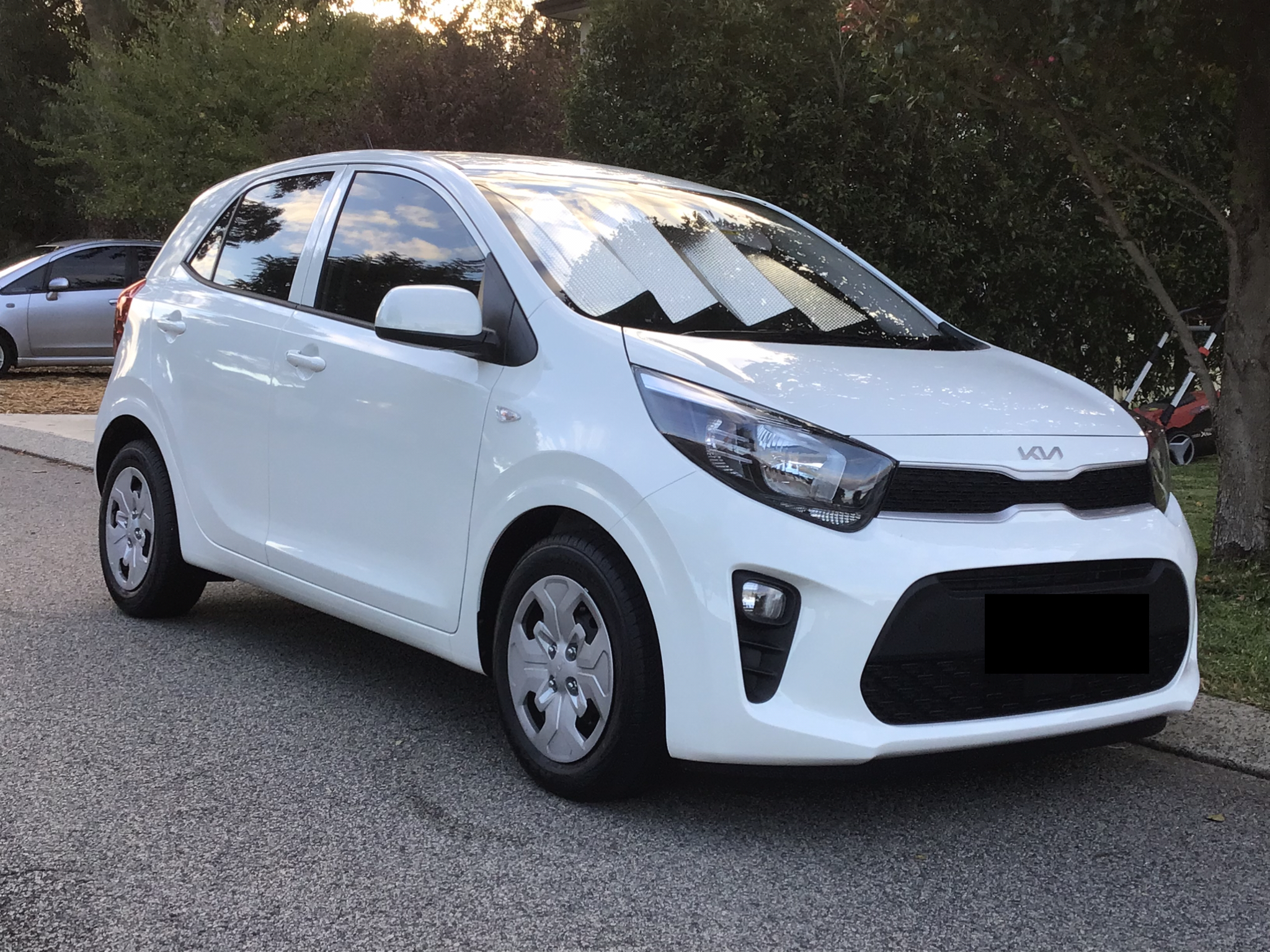
Вид спереди
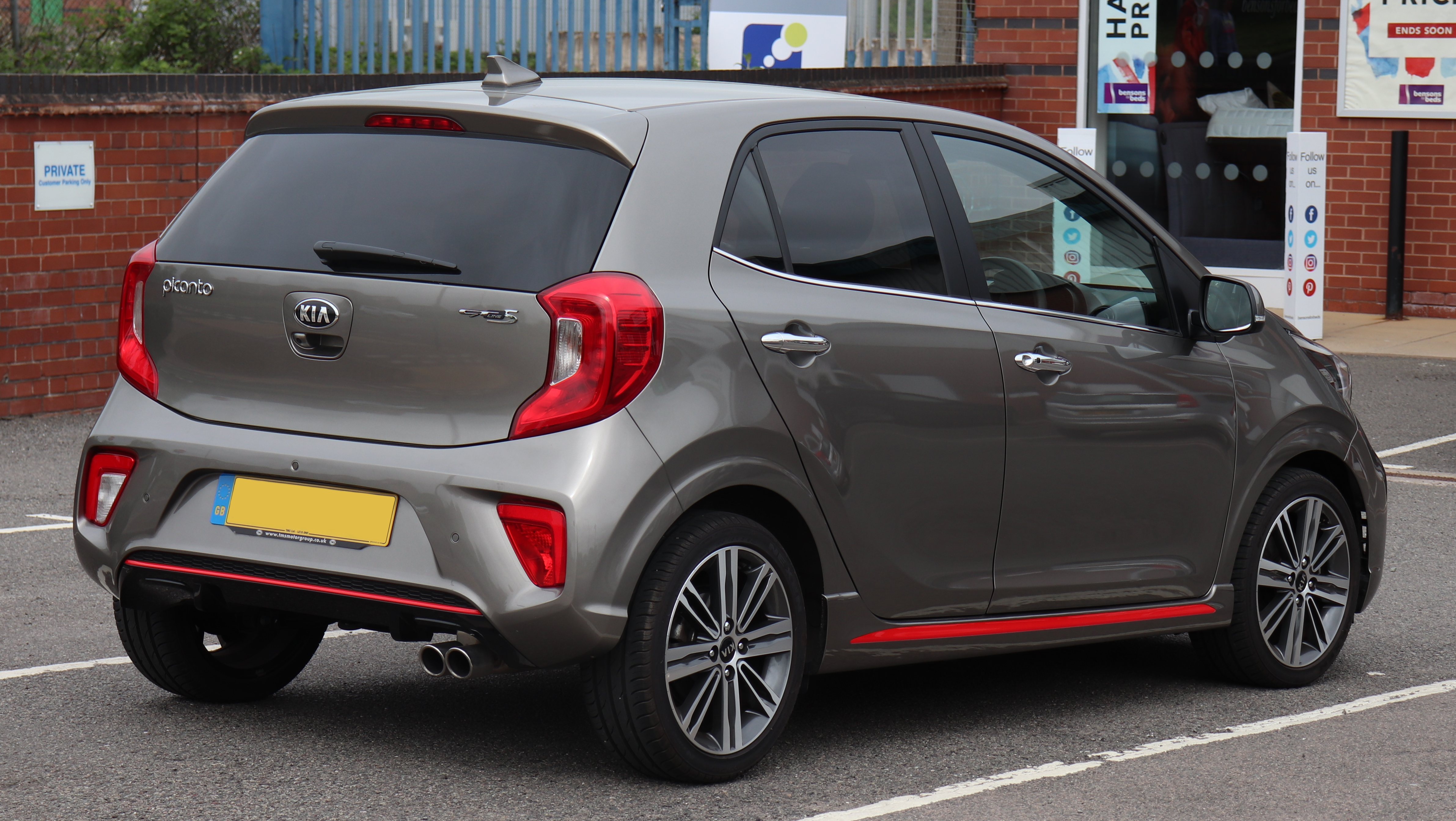
Вид сзади
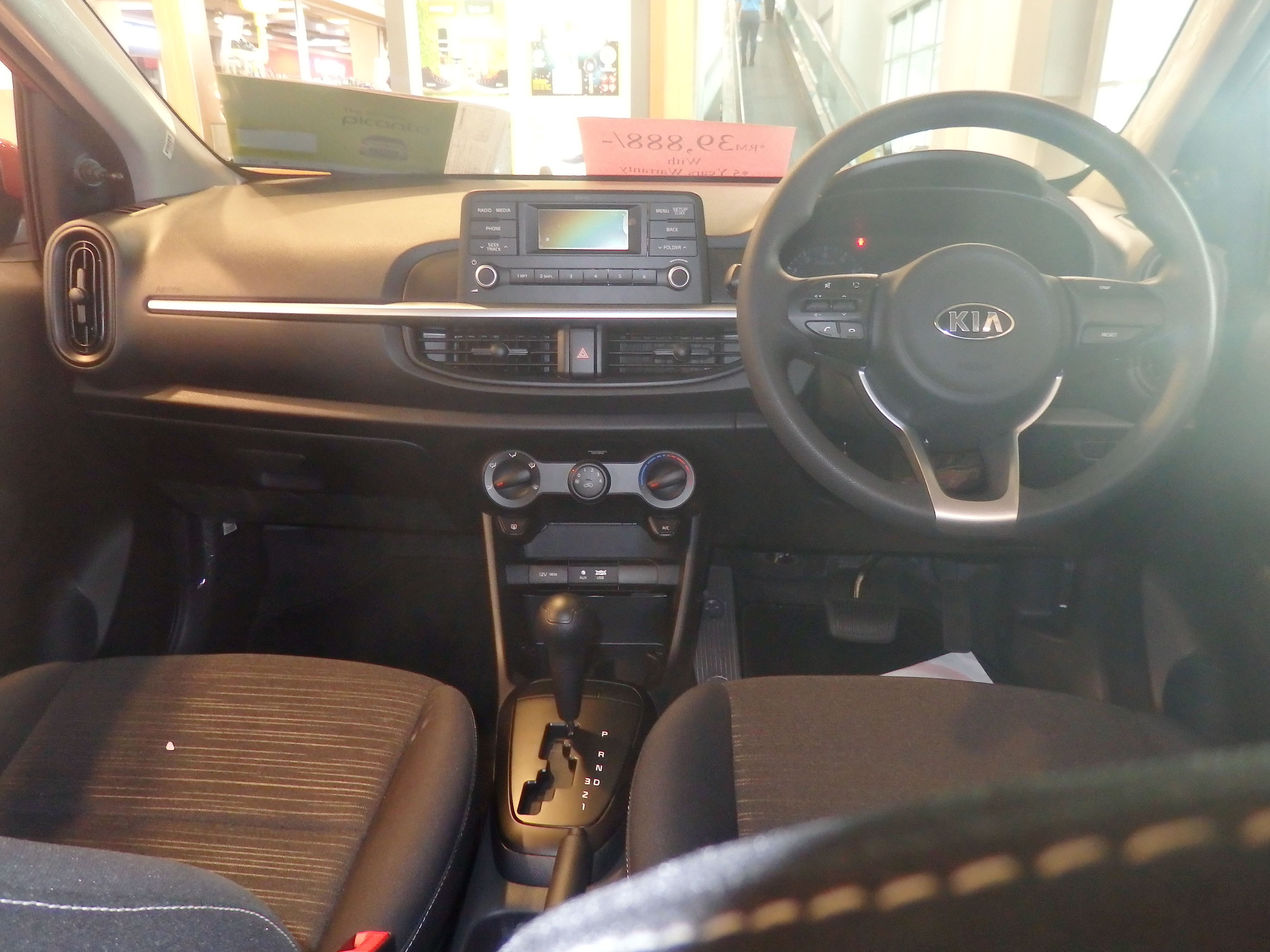
Место водителя